# GAC Aion

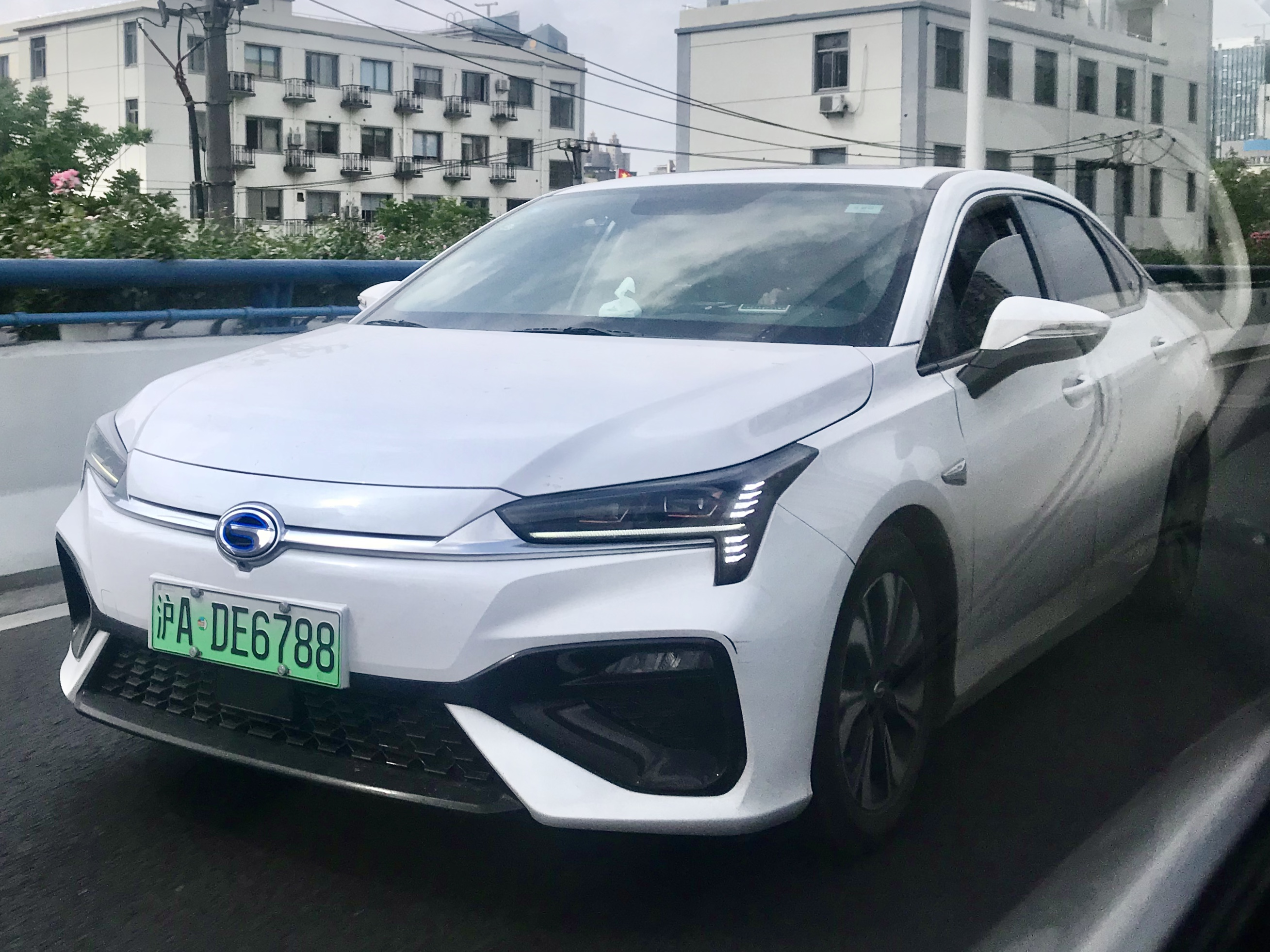
GAC Aion S (2019)

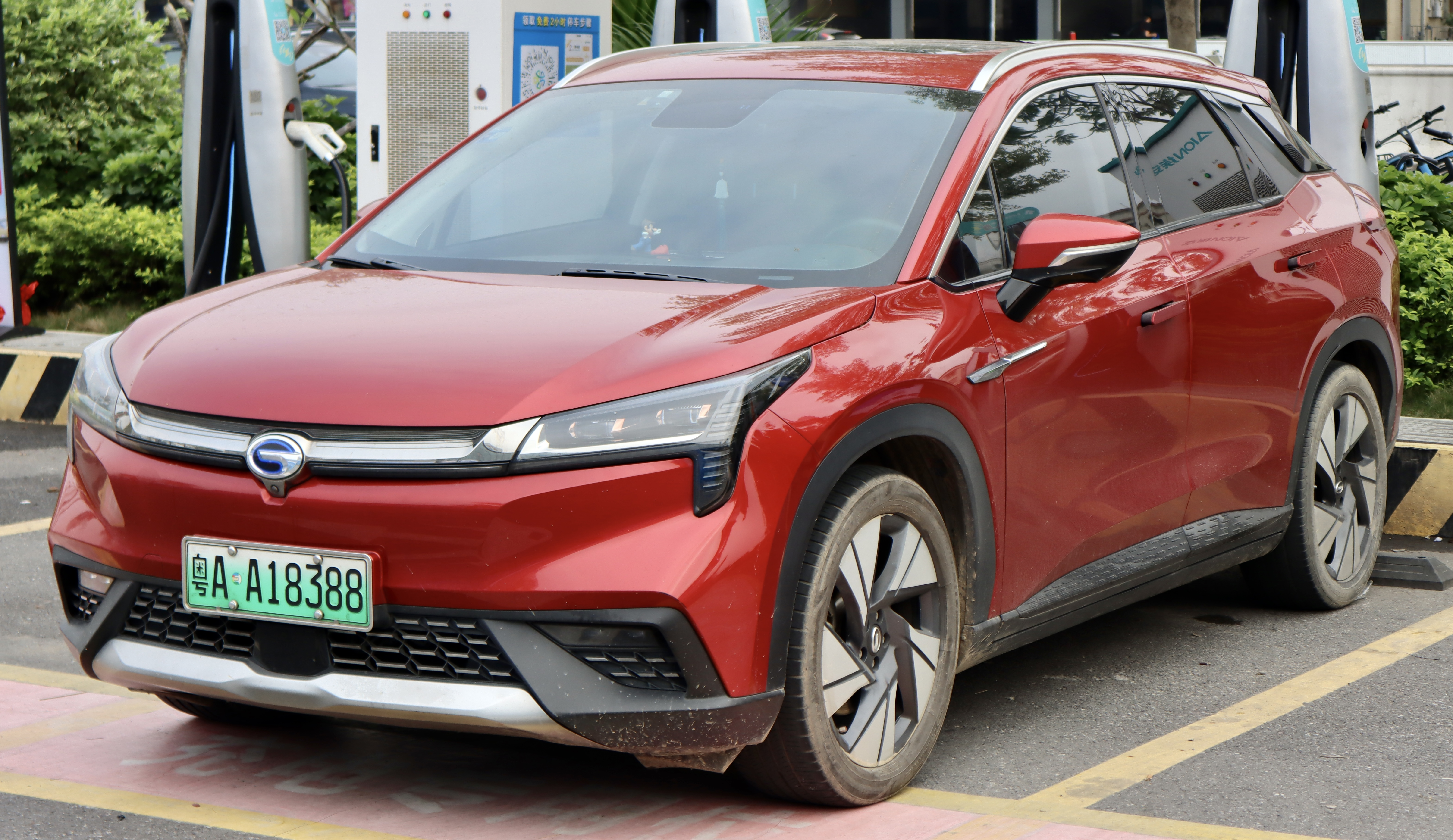
GAC Aion LX (2019)

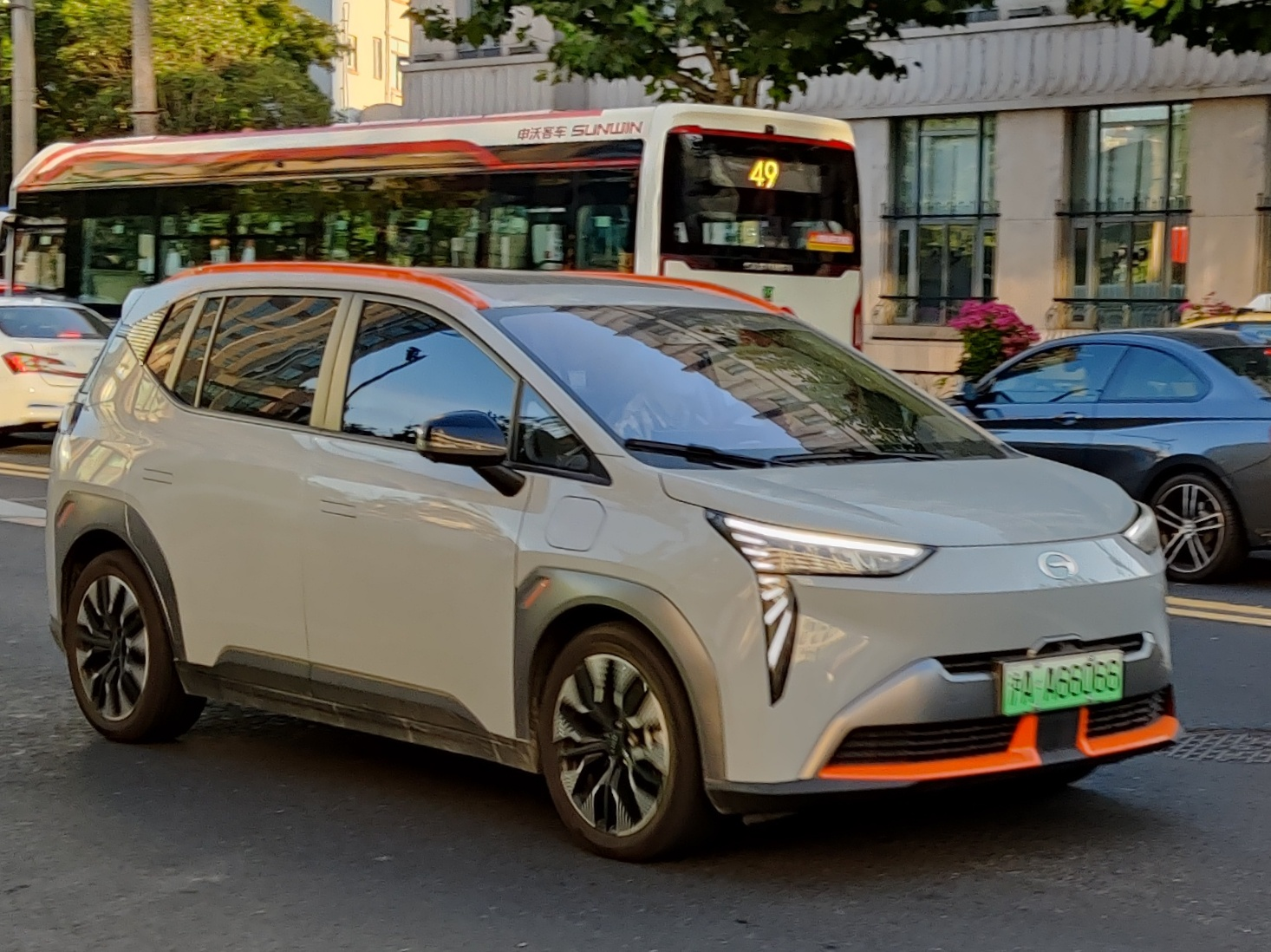
GAC Aion Y (2021)

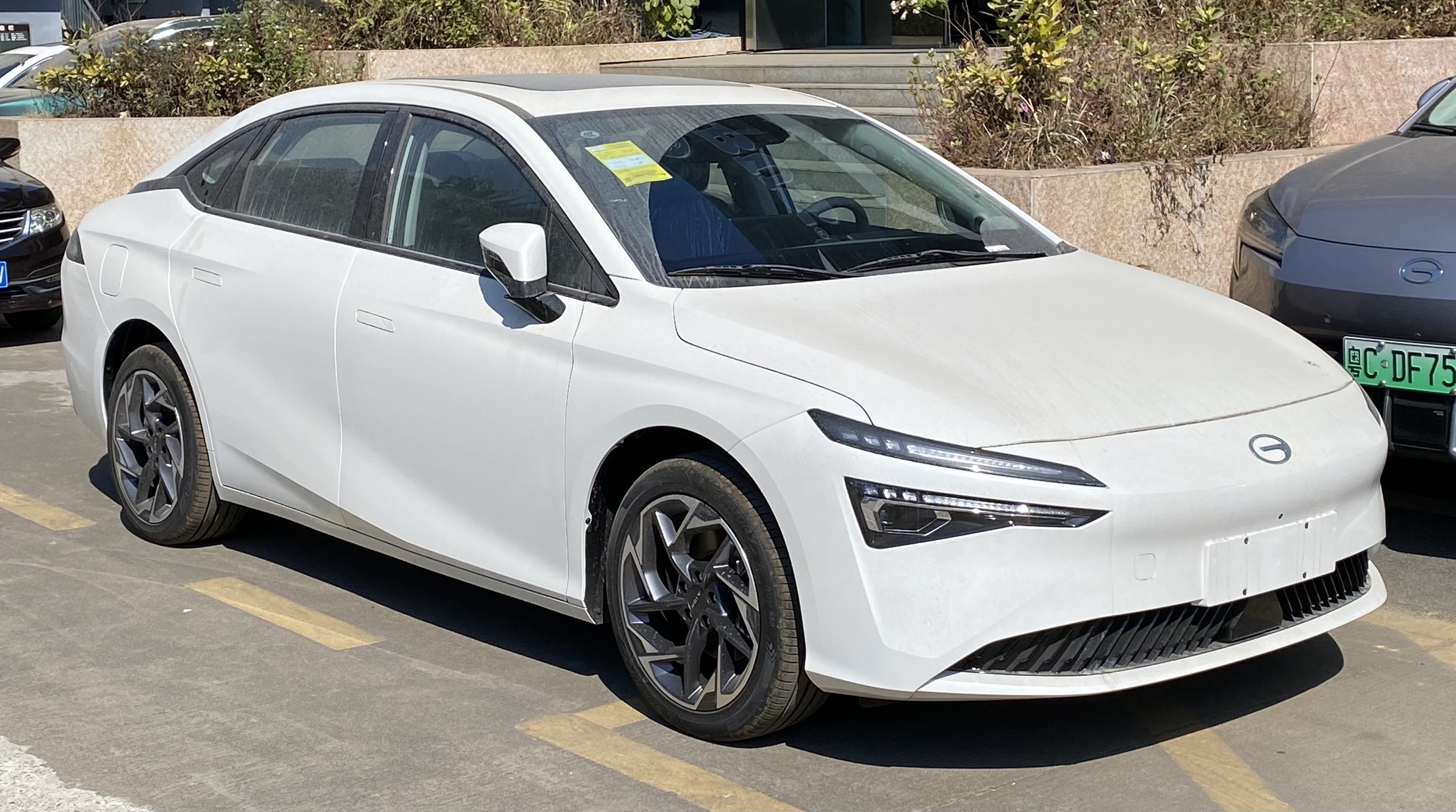
GAC Aion S Max (2023)

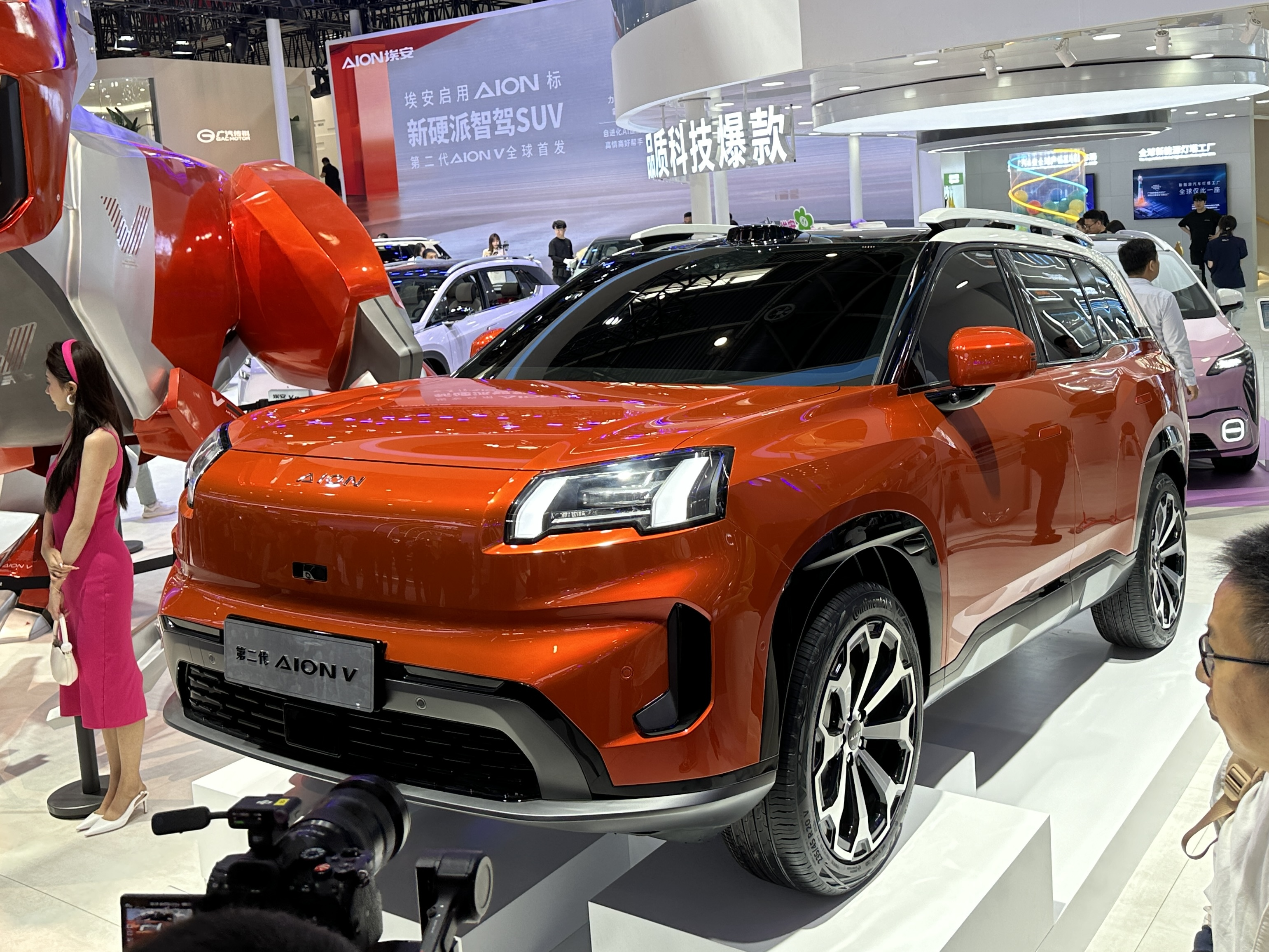
Aion V (2024)

GAC Aion (chiń. upr. 广汽埃安) – chiński producent elektrycznych samochodów osobowych, z siedzibą w Kantonie, działający od 2017 roku. Oferuje samochody pod markami Aion i Hyptec, należy do chińskiego koncernu GAC Group.

## Historia

### GAC New Energy
W 2017 roku chiński koncern motoryzacyjny GAC Group podjął decyzję o utworzeniu nowej filii GAC New Energy, która miała odtąd skoncentrować się na produkcji i oferowaniu na wewnętrznym rynku samochodów elektrycznych konkurujących z innymi nowo powstającymi przedsiębiorstwami motoryzacyjnymi. Decyzja motywowana była potencjałem, jaki dopatrywany jest w chińskim rynku samochodów elektrycznych będącym wówczas największym na świecie pod kątem sprzedawanych rocznie saochodów.
Premiera filii i zarazem jej pierwszego pojazdu odbyła się w listopadzie 2018 roku na Guangzhou Auto Show, prezentując średniej wielkości sedana o nazwie GAC Aion S. Produkcja i sprzedaż na wewnętrznym rynku ruszyła w 2019 roku, jako konkurenta obierając także konstrukcje zagraniczne na czele z Teslą Model 3. Drugim pojazdem marki Aion został średniej wielkości SUV o nazwie LX, którego zaprezentowano w kwietniu 2019 roku na Shanghai Auto Show, z kolei prezentacja trzeciego pojazdu filii miała miejsce w maju 2020. Tym razem ofertę poszerzył średniej wielkości crossover GAC Aion V. Rozbudowę portfolio modelowego o najtańszego i najmniejszego crossovera poczyniono wiosną 2021 roku, kiedy to podczas międzynarodowych targów w Szanghaju poszerzono je o model GAC Aion Y.

### GAC Aion
We wrześniu 2022 GAC Group przeprowadziło rebranding swojej filii, przemianowując ją z GAC New Energy na tytułowe GAC Aion New Energy. Firma odeszła przy tym od członu "GAC" w nazwie, nadając Aionowi pełną autonomię i odrębność jako pełnoprawna marka samochodowa. Wdrożono nowy krój logotypów, zachowując znaczek macierzystego GAC tylko na przodzie dotychczasowych modeli. Ponadto, w odpowiedzi na rosnącą konkurencję ze strony droższych i bardziej zaawansowanych konstrukcji rodzimych producentów, GAC Aion jeszcze jedną, pozycjonowaną wyżej markę samochodów elektrycznych Hyper (po 2024 Hyptec). Te zyskały charakterystyczne, trójkątne logo, poczynając od pierwszego modelu - elektrycznego hipersamochodu Hyper SSR.
Rok później, we wrześniu 2023 roku, GAC Aion rozpoczął ekspansję zagraniczną. Pierwszym rynkiem poza Chinami, gdzie uruchomiono sprzedaż crossovera GAC Aion Y Plus wraz z budową lokalnej fabryki, została Tajlandia. W styczniu 2024 z kolei uruchomiono dystrybucję w Hongkongu, a także kolejnych krajach Azji Południowo-Wschodniej jak Wietnam, Filipiny czy Indonezja. W 2024 roku GAC Aion dla kolejnych nowych konstrukcji marki Aion porzucił całkowicie logotypy GAC, poczynając od drugiej generacji crossovera Aion V wiosną tego roku, a kontynuując to jesienią przy okazji premiery zupełnie nowego produktu w postaci sedana Aion RT.

## Modele samochodów

### Obecnie produkowane

#### Samochody osobowe
- S
- S Plus
- S Max
- RT

#### SUV-y i Crossovery
- Y Plus
- V
- V Plus
- LX Plus

### Historyczne
- V (2020–2021)
- LX (2019–2022)
- Y (2021–2022)